# Спасская (Сунский район)
Спасская — деревня в Сунском районе Кировской области в составе  Большевистского сельского поселения.

## География
Находится на расстоянии примерно 18 км по  прямой на север от районного центра поселка  Суна.

## История
Известна с 1678 года как починок Киселевское Займище с 2 дворами,  в 1702 году уже деревня, в 1764 проживало 39 монастырских крестьян (Успенского Трифонова монастыря) и 36 государственных. В 1873 году учтено было дворов 16 и жителей 102, в 1905 13 и 91, в 1926 19 и 110, в 1950 20 и 78. В 1989 году оставалось 7 жителей. 

## Население
Постоянное население  составляло 6 человек (русские 100%) в 2002 году, 5 в 2010.